# Cristián Centeno
Cristian Bernardo Centeno Carrizo (n. Mendoza, Provincia de Mendoza, Argentina, 31 de enero de 1975) es un exfutbolista argentino. Jugaba de mediocampista y militó en diversos clubes de Argentina, Chile y Costa Rica.

## Clubes
| Club                    | País       | Año       |
| ----------------------- | ---------- | --------- |
| Gimnasia y Esgrima (M)  | Argentina  | 1993-1994 |
| Racing Club             | Argentina  | 1995-1998 |
| Deportes Iquique        | Chile      | 1998-1999 |
| Independiente Rivadavia | Argentina  | 2000-2001 |
| Ferro Carril Midland    | Argentina  | 2001-2002 |
| Saprissa                | Costa Rica | 2002-2003 |